# 布哈里堡
35°53′08″N 2°45′03″E / 35.88556°N 2.75083°E

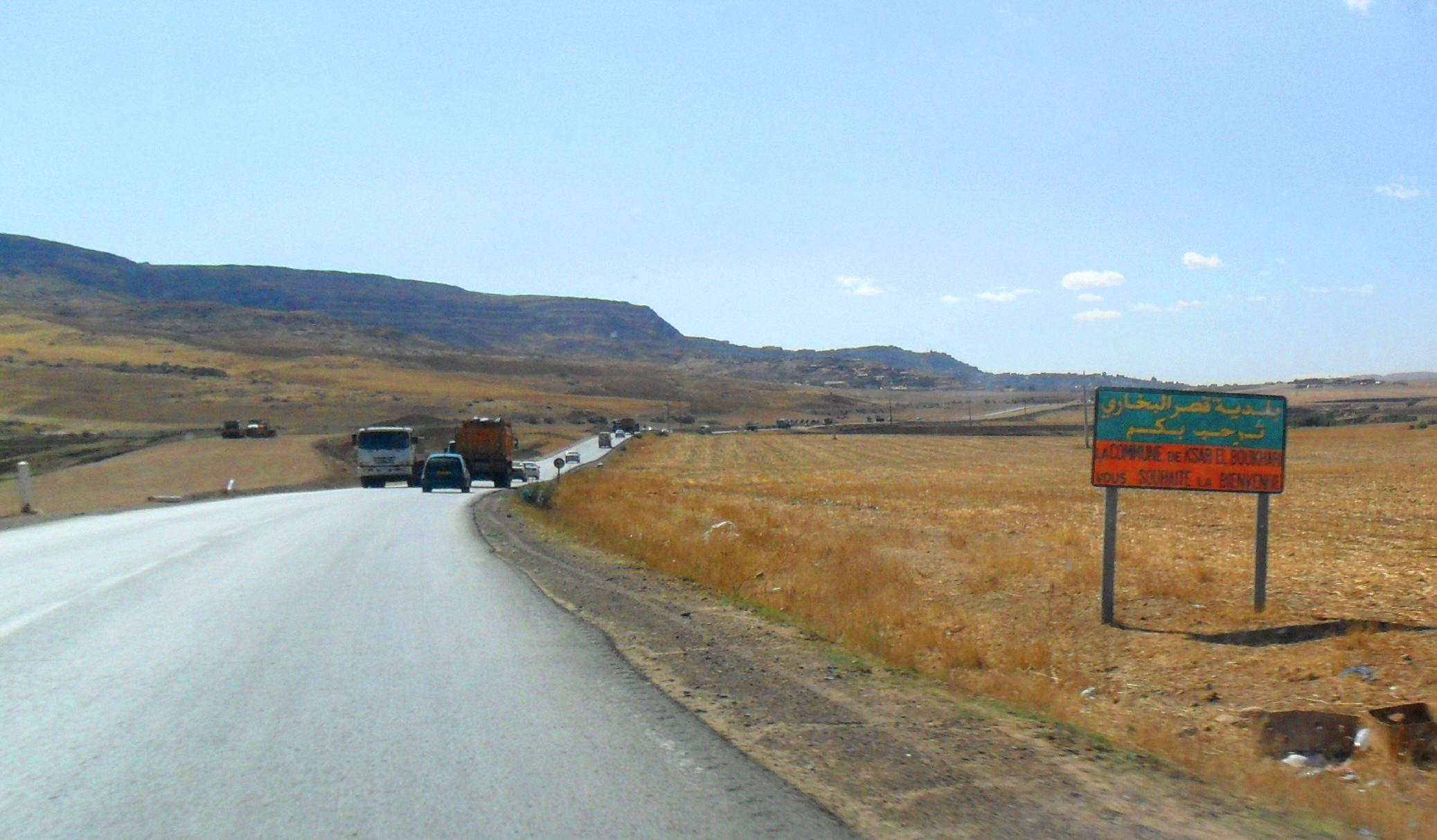

布哈里堡（阿拉伯语：‎），是阿爾及利亞的城鎮，位於該國北部，由麥迪亞省負責管轄，是布哈里堡區的首府，面積54平方公里，海拔高度803米，2016年人口70,345，人口密度每平方公里1,306人。